# Ганицький Даніїл Ігорович
Га́ницький Данії́л І́горович (8 квітня 1980, Маріуполь, УРСР, СРСР) — український футболіст, півзахисник.

## Біографія
Улітку 1999 року потрапив до маріупольського «Металургу». У Вищій лізі дебютував 12 липня 1999 року у домашньому матчі проти одеського «Чорноморця» (5:0), Ганицький вийшов на 77 хвилині замість Степана Молокуцька. 31 жовтня 1999 року забив перший та єдиний гол у Вищій лізі у матчі проти харківського «Металіста» (3:1), на 71 хвилині у ворота Олександра Горяїнова. Всього у Вищій лізі сезону 1999/00 Ганицький провів 16 матчів і забив 1 гол. Після Даніїл грав за «Металург-2» у Другій лізі. Влітку 2002 року перейшов у новостворений клуб «Севастополь», де тренером був Валерій Петров. У сезоні 2002/03 у Другій лізі Даніїл Ганицький зіграв 19 матчів та забив 3 голи. Взимку 2004 року перебував на перегляді у харківському «Геліосі». У серпні 2006 року зіграв 4 ігри та забив 2 голи в аматорському чемпіонаті України за маріупольську команду «Брати і К».
У 2002 році закінчив Приазовський державний технічний університет.
У 2006 році був призначений начальником відділу промисловості та розвитку територій у Маріуполі, до цього працював заступником начальника відділу промисловості. У 2009 році — заступник голови Іллічівської районної адміністрації.